# Die Harfe des Glücks

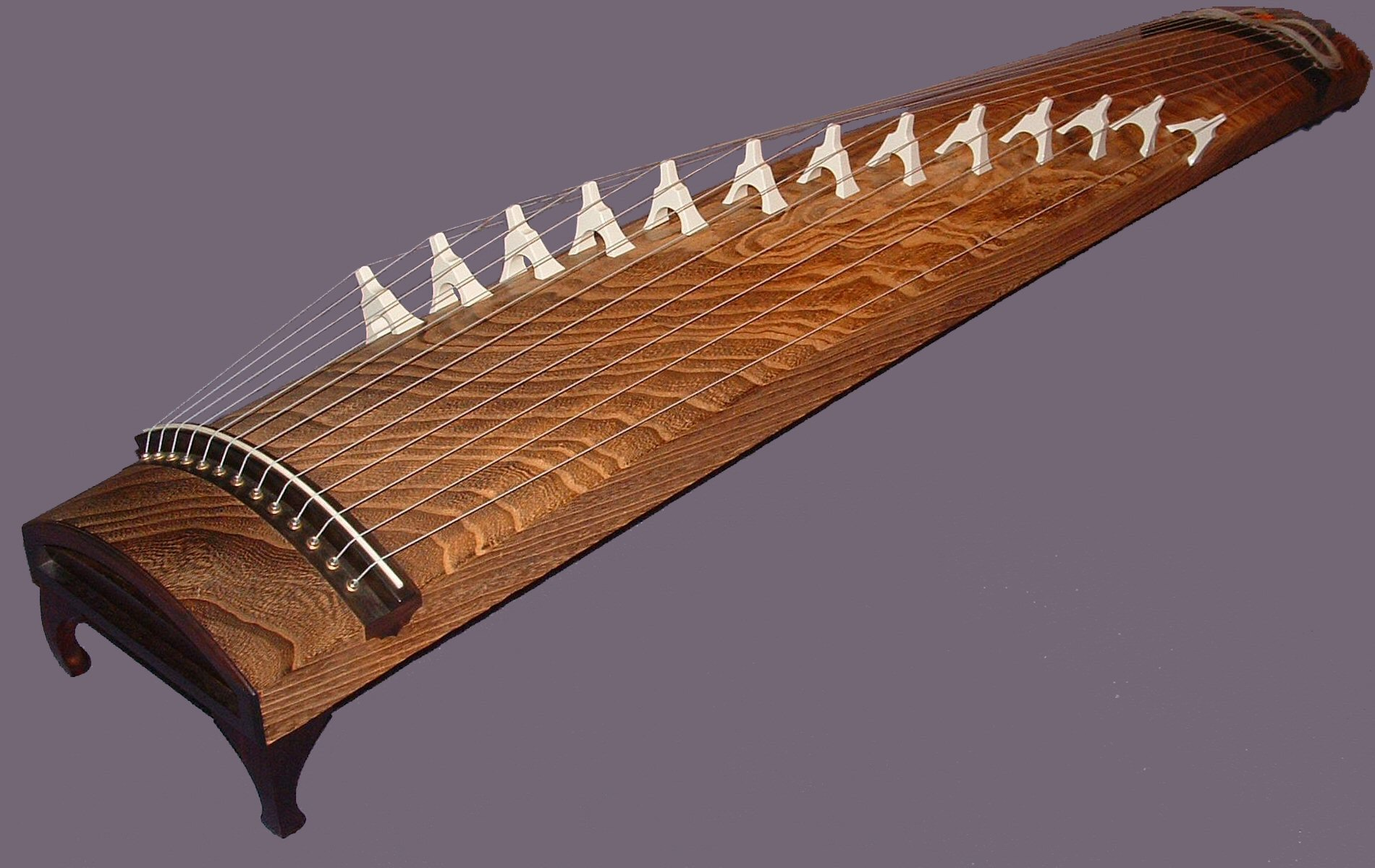
Bild einer 13-saitigen Koto (japanische Harfe).

Die Harfe des Glücks (japanisch 喜びの琴, Yorokobi no koto) ist ein am 25. Februar 1964 veröffentlichtes Theaterstück in drei Akten. Es wurde vom japanischen Schriftsteller Yukio Mishima verfasst und erschien beim Verlag Shinchosha in Buchform.
Inhaltlich handelt es sich um eine Neuinterpretation der berüchtigten Matsuka-Zugentgleisung aus dem Jahr 1949. Mishimas Stück folgt dem jungen Sicherheitsbeamten Katagiri, der zusammen mit seinem Vorgesetzten Matsumura – wie er überzeugter Antikommunist – nach Linksextremen sucht, die nach der vorliegenden Indizienlage eine Zugentgleisung geplant haben sollen. Als Katagiri ihr geheimes Versteck entdeckt und sie festnimmt, bevor sie ihre grausame Tat durchführen können, stellt sich heraus, dass es sich nicht um Links-, sondern Rechtsextremisten handelt. Letztlich realisiert Katagiri aber die tragische Wahrheit: sein Vorgesetzter und Vorbild Matsumura ist in Wahrheit Mitglied linksextremer Separatisten, der, indem er den Rechten ein angebliches Attentat unterschiebt, eine politische Revolution hervorrufen wollte. Katagiris Wertesystem ist erschüttert und enttäuscht geht er von dannen; zu seinem Überraschen kann er nunmehr eine mysteriöse Koto (japanische Harfe) aus der Ferne hören, obwohl ihm alle in seinem Umkreis zureden, dass er sich den Klang einbildet.
Ursprünglich sollte das Theaterstück von der Bungakuza-Theatergruppe als Neujahrsstück 1964 aufgeführt werden. Die Endfassung wurde zum 24. Oktober 1963 fertiggestellt und die Proben begannen am 15. November. In einer Notversammlung am 20. November, die von Mishimas langjähriger Freundin und Arbeitskollegin Haruko Sugimura einberufen wurde, entschlossen sich die Mitglieder der Theatergruppe – überwiegend bestehend aus Kommunisten und Maoisten – das Theaterstück in seiner vorliegenden Form nicht aufzuführen. Dies führte zu der Absage des Stücks, einem Zerwürfnis zwischen Mishima und Sugimura und dem Zerfall der zuvor angesehenen Theatergruppe, die nunmehr von der japanischen Bevölkerung abgelehnt wurde und aus der viele bekannte Mitglieder austraten (sog. Harp of Joy Vorfall).
Mishima selbst nannte Die Harfe des Glücks „kein politisches Propagandastück“, sondern „die tragische Geschichte eines jungen Beamten, der von seinem engsten Vertrauten verraten wurde.“

## Charaktere

### Katagiri
Protagonist des Stücks. Ein junger Beamter in der Abteilung für öffentliche Sicherheit bei der japanischen Polizei und überzeugter Antikommunist. Sein Vorgesetzter Matsumura ist sein großes Vorbild, dementsprechend desillusioniert ist er, als sich dieser als Spitzer der Kommunisten herausstellt. Obwohl er sich zunächst über den Beamten lustig macht, der inmitten der lauten Proteste angeblich eine schöne Kotomelodie gehört haben soll, hört er diese zum Ende des Stücks selbst. Diesbezügliche Interpretationen sind vielfältig.

### Matsumura
Ein älterer, erfahrener Polizeibeamter, Oberinspektor, Katagiris Vorgesetzter und augenscheinlicher Antikommunist. Am Ende stellt sich heraus, dass er in Wahrheit ein von den Kommunisten in die Polizei eingeschleuster Spion ist und von Anfang an versuchte, die bestehenden Unruhen wegen des Sicherheitsgesetzes für einen linken Aufstand nach Vorbild des deutschen Spartakusaufstand – nur dieses Mal erfolgreich – auszunutzen.

### Sado
Ein Arbeitskollege von Katagiri und der, von dem sowohl die Information über den geplanten linksterroristischen Anschlag, als auch der anonyme Hinweis über das Versteck der Terroristen kommt. In Wahrheit ist er genauso wie Matsumura Untergebener Makoto Kaidos und demnach in den ganzen Umsturzplan eingeweiht gewesen.

### Polizeipräsident
Der alternde, rechtsgerichtete Präsident des Polizeipräsidiums. Von ihm erfährt Katagiri über Matsumuras Verschwörung, auch wenn er ihm erst nicht glauben mag und denkt, der leicht senil anmutende Mann habe ihm sein eigenes Versagen unterschieben wollen.

### Kawazoe
Ein junger, leicht verwirrter Verkehrsbeamter, der von seinen Kollegen – einschließlich Katagiri – verspottet wird, als er von dem schönen Klang einer Koto erzählt, die er angeblich, trotz der Unruhen, gehört haben soll. Als Katagiri am Ende dieselbe Koto hört, entschuldigt er sich bei ihm für seine degradierenden Worte und gemeinsam lauschen sie den schönen Klängen.

### Lin
Ein Han-Chinese und Imbissleiter, gegen den in der Vermutung es handele sich um einen antijapanischen Spion ermittelt wird. Tatsächlich steht er im engen Kontakt zu Matsumura und Sado und ermöglicht dem Chef der kommunistischen Operation, Makoto Kaido, die Flucht nach Wuhan, China.

### Makoto Kaido
Der geheimnisvolle Chef der kommunistischen Operation. Nachdem sein ursprünglicher Plan, den Polizeipräsidenten zu töten und für einen Aufruhr innerhalb der japanischen Polizei zu sorgen, gescheitert ist, möchte er die Proteste gegen das Sicherheitsgesetz und den allgemeinen Unmut über die japanische Regierung nutzen und nach Vorbild des deutschen Spartakusaufstandes einen Umsturz anvisieren. Als auch diese Operation scheitert flüchtet er durch Lin nach China.

### Weitere Nebenrollen
Weitere, unbedeutendere Nebenrollen umfassen die drei vermeintlich rechtsextremen Terroristen im zweiten Akt und vier Putzfrauen im dritten Akt.

## Aufbau

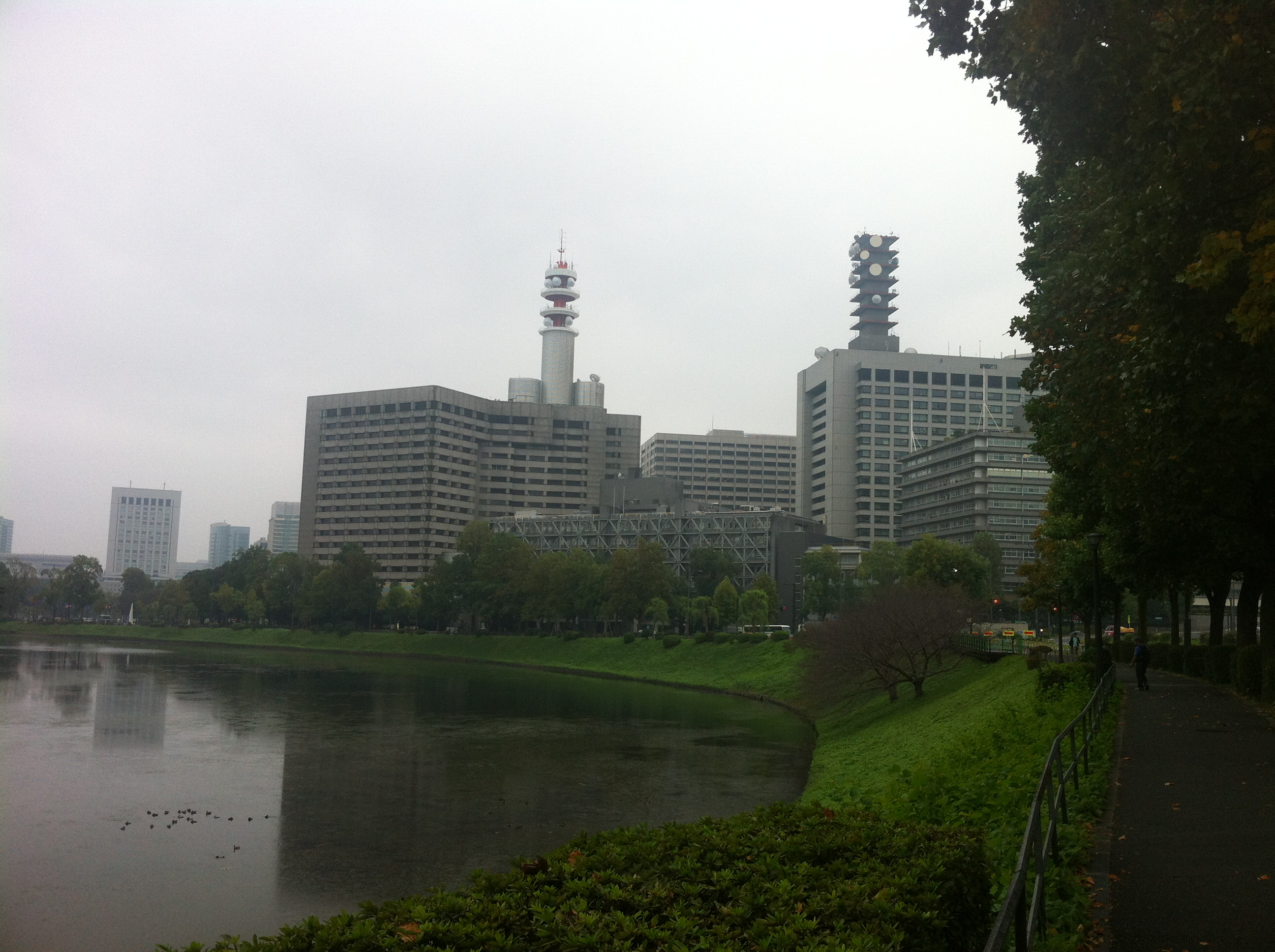
Die Zentrale der Keishi-chō im Tokioter Ministerienviertel Kasumigaseki.

Das Theaterstück erfolgt in drei Akten, jeweils „in der nahen Zukunft“ und umfasst die Zeitspanne vom Morgen des 18. Januar bis zum Morgen des 22. Januar (4 Tage):
- Der erste Akt beginnt am Morgen des 18. Januar und endet am Nachmittag des 19. Januar.
- Der zweite Akt beginnt zwei Tage später, am Morgen des 21. Januar und endet am Folgetag, dem Morgen des 22. Januar.
- Der Schlussakt beginnt am selben Tag, den Abend des 22. Januar und endet am Morgen des 23. Januar.

Einziger wiederkehrender Charakter ist Tsunetaka. So fehlt die zweite Hauptrolle, Matsumura, beispielsweise im zweiten Akt. Die meisten Schauspieler (8 Personen) kommen im Schlussakt vor.
Die Bühne ändert sich zwischen den Akten und teilweise sogar, entgegen etablierter Theaterpraxis, während des Aktes. Der erste Akt spielt vollständig im Polizeirevier Tokio. Der zweite Akt beginnt im Polizeirevier, wechselt zu der geheimen Hütte der Linksextremisten und wieder zum Polizeirevier zurück. Und der Schlussakt wechselt zwischen dem Polizeirevier und dem Gefängnis, in dem Matsumura mittlerweile inhaftiert wurde.

## Handlung
Die Erzählung spielt „in der nahen Zukunft“. Sie beginnt am Morgen des 18. Januar und endet einige Tage später, am Morgen des 22. Januar.

### Erster Akt
Der Morgen des 18. Januar bis zum Nachmittag des 19. Januar: Die Abteilung für öffentliche Sicherheit der japanischen Polizei befindet sich inmitten eines Aufruhrs, verursacht durch den Erlass eines umstrittenen Sicherheitsgesetzes, das die Presse- und Meinungsfreiheit in unverhältnismäßigem Maße einschränkt und kritische Stimmen zensiert. Die Beamten ermitteln gegen einen Chinesen namens Lin, ein Imbissleiter, der für einen anti-japanischen Spion gehalten wird. Oberinspektor Matsumura, überzeugter Antikommunist und sein Untergebener Katagiri, meinen reputable Indizien vorliegen zu haben, nach denen linksextremistische Gruppierungen einen Schnellzug überfallen und entgleisen wollen. Von seinem Mitarbeiter Sado erfährt er, dass das geplante Ziel ein Expresszug der Jōetsu-Linie ist, den der Premierminister am 21. Januar vom Bahnhof Takasaki aus nehmen soll.

### Zweiter Akt
Der Morgen des 21. Januar bis zum Morgen des 22. Januar: Matsumura und Katagiri bekommen einen anonymen Hinweis, eine verdächtige Hütte in der Nähe der Bahnlinie zu untersuchen. Der Premierminister hat krankheitsbedingt den Zug nicht bestiegen, die anderen Passagiere jedoch sind durch die Entgleisung gestorben. In der Hütte findet Katagiri drei rechtsextreme Männer vor und beschlagnahmt einen Funksender. Es wird angenommen, dass der Vorfall eine Verschwörung der politischen Rechten ist, um der Reputation der politischen Linken zu schaden. Auf der Polizeistation wird Katagiri von seinen Kollegen als Held gefeiert, der eine perfide politische Intrige aufdecken konnte, bevor es zu noch schwerwiegenderen Gefahren kam. Die verhafteten Rechtsextremisten wurden durch in der Polizeistelle befragt und wieder freigelassen, nachdem sich kein hinreichender Tatverdacht für eine Anklage feststellen ließ.

### Dritter Akt
Die Nacht vom 22. Januar auf den Morgen des 23. Januar: Katagiri weilt auf dem Polizeirevier, ehe er durch den Besuch vom Polizeipräsidenten aufgewühlt wird. Der Präsident erzählt ihm, was tatsächlich geschehen ist: Tatsächlich war das Entgleisen des Zuges das Ergebnis eines Komplotts von Matsumara, der als Spion der linksextremen Separatisten in die Polizei eingeschleust wurde. Der Anführer derselben Gruppe, Makoto Kaido, war mit Hilfe eines Chinesen namens Lin aus dem Land geflohen und ist unauffindbar.
Matsumura lockte Rechtsextremisten in seine Hütte und versuchte einen Aufstand anzuzetteln, indem er den Rechten, den Kapitalisten und der Regierung den Anschlag unterschob. Ziel war es, eine Kampagne gegen das umstrittene Sicherheitsgesetz zu fördern. Während Sado eingeweiht war, fungierte Katagiri als Matsumuras „Tarnung“.
Katagiri besucht Matsumura in seiner Zelle und macht seine Enttäuschung deutlich, schließlich hat er seinen Vorgesetzten sehr bewundert. Matsumura erzählt ihm von seiner Geschichte und seinem Zerstörungsdrang. Wütend möchte Katagiri den Raum verlassen, doch ehe er seinen Fuß über der Türschwelle hat, fordert ihn Matsumura zu einer Debatte heraus: „Ist es nicht dein Verbrechen, an mich geglaubt zu haben? Hasst du mich wegen meines Verrats oder wegen meiner Ideologie?“ Katagiri Wertesystem ist erschüttert, sein Glaube an Autorität zum ersten Mal untergraben; er fühlte zum ersten Mal ein bedrückendes Gefühl von Einsamkeit.
Am nächsten Morgen versuchen die Reinigungskräfte den desillusionierten Katagiri zu trösten, aber mit wenig Erfolg. Plötzlich hört er in der Ferne den schönen Klang einer Koto (japanische Harfe) und erinnert sich an den Verkehrsbeamten Kawazoe, der meinte, während der Demonstrationen gegen das Sicherheitsgesetz eine Koto aus dem Himmel gehört zu haben. Begeistert springt Katagiri auf und weist seine Kollegen auf die schönen Klänge hin, aber niemand hört etwas. Beamter Kawazoe sieht Katagiris Begeisterung aus der Ferne und zieht ihn zur Seite: „Sie können es auch hören?“
In der letzten Szene kehren beide an ihren Arbeitsplatz zurück und lauschen der wunderbaren Musik der „Harfe des Glücks“, die außer ihnen niemand hören kann. Die Frage, ob sich die Harfe in den Köpfen der Polizisten abspielt, ein Zeichen der Erleuchtung ist oder tatsächlich Musik von den Straßen erklingt, ließ Mishima offen.

## Hintergrund

### Intention und Inspirationen
Mishima sagte in der Presseveranstaltung vor der geplanten Erstaufführung, dass er entschlossen war, ein „spannendes und unterhaltsames Stück“ zu schreiben, das das „Publikum zum Staunen bringt“ und gleichzeitig das „schwierige Thema der öffentlichen Sicherheit“ in einen leichtverständlichen Kontext verpackt. Er bewarb Die Harfe des Glücks als eines seiner „extravagantesten Stücke.“
Den Protagonisten des Stücks, Katagiri, beschrieb Mishima als „teils bedauernswerten, teils glücklichen Mann“ und erklärte den Verrat wie folgt:

„Sein Umfeld respektiert ihn vor allem für sein reines Herz und seine Zielstrebigkeit. Seine Kollegen und seine Vorgesetzten lieben ihn. Als er von dem Vorgesetzten verraten wird, den er am meisten schätzteste, ist er so bestürzt, dass er nicht erkennt, dass er über den Verrat hinaus immer noch geliebt wird. Es ist eine bittere Liebe, aber trotzdem eine Liebe, die aber am Kopf des enttäuschten Katagiri vorbeigeht.

Katagiri ist nicht der Einzige. Wir alle sind uns dieser Art von Liebe, göttlicher Liebe, nicht immer bewusst. Durch die Liebe verschlägt es Katagiri kurzzeitig in die Hölle, in der alle Absichten und Ideale verloren sind. Erst als er den Klang der schönen Koto aus dem Himmel hört, wird er sich der Liebe für seine Reinheit und seine Ideale bewusst.“

Im Februar 1963 veröffentlichte Yukio Mishima einen Essay über seinen Kollegen Hayashi Fusao und dessen Kritik an moderner japanischer Literatur. Hierzu sagte er später: „Auf Anraten von Hayashi habe ich seine zutreffende Kritik nicht nur in Essay-Form behandelt, sondern auch in meine Werke Der Seemann, der die See verriet, Schwert und Die Harfe des Glücks eingearbeitet.“
Das historische Vorbild für die Zugentgleisung war der Matsukawa-Zwischenfall, bei dem die 20 angeklagten Arbeiter der Japanischen Staatsbahn trotz Augenzeugen und belastenden Tagebucheinträgen freigesprochen wurden.

### Chronologie der Veröffentlichung
Da die Erstaufführung abgesagt wurde, erschien Die Harfe des Glücks originär in der Februarausgabe 1964 des Literaturmagazins Bungei. Am 25. Februar 1964 erfolgte die Vollbuchveröffentlichung bei Shinchosha. Die nachgeholte Uraufführung fand am 7. Mai desselben Jahres im Nissay-Theater statt.

## Vorbild: Matsukawa-Zwischenfall (Übersicht)

Matsukawa-Zwischenfall.

Der Matsukawa-Zwischenfall (japanisch 松川事件, Matsukawa jiken), alternativ Matsukawa-Entgleisung genannt, ereignete sich am 17. August 1949 um 03:09 Uhr morgens, als ein Personenzug der Tōhoku-Hauptlinie zwischen den Bahnhöfen Kanayagawa und Matsukawa in der japanischen Präfektur Fukushima entgleiste und umstürzte, wobei drei Besatzungsmitglieder ums Leben kamen. Zusammen mit dem Shimoyama- und Mitaka-Zwischenfall gilt er als einer der drei großen Kriminalfälle, bei denen die Regierung die Kommunistische Partei Japans und die Japanische Staatsbahn der Sabotage beschuldigte. Zwanzig Personen wurden verhaftet und siebzehn 1953 verurteilt (vier von ihnen erhielten die Todesstrafe), aber schließlich wurden alle nach eingelegter Berufung in zweiter Instanz freigesprochen. Der Fall wurde 1970 abgeschlossen, ohne dass die tatsächliche Ursache ermittelt wurde.
Im Jahr 2009 gab die Universität Fukushima bekannt, dass die Archivdateien zum Vorfall veröffentlicht wurden.

## Rezensionen
Die Harfe des Glücks polarisierte so stark wie kaum ein Werk Mishimas zuvor. Die kontemporären Rezensionen schwanken zwischen hohem Lob und Verriss, mit kaum vermittelnden Ansichten.
Koji Ozaki sagte, dem Stück fehle es an „künstlerischer Frische“ und Qiao Nomura bemängelt, es fühle sich an wie „plumpe, antilinke Propaganda.“ Okuno Takeo hingegen lobt den „antikommunistischen Charakter“ des Stücks und versteht das Stück als eines, das „den Gedanken an die Revolution anpreist.“
Kōichi Isoda erkennt in Die Harfe des Glücks Mishimas Ansicht, dass der „der Mensch einen höheren Sinn im Leben braucht, um leben zu können.“ Dies fehle der nihilistischen Nachkriegsjugend. Er bemerkte: „Warum stellen sich die Progressiven und Humanisten nicht einmal der Tatsache, dass sich die Menschen im Grunde nach den Faschismus wünschen und einen „ehrenwerten Tod“ herbeisehnen? Dies ist, wie zutreffend festgestellt, schließlich der japanische Volksgeist.“
Tsuyoshi Matsumoto lobte das Stück für seine „geschickt eingefädelten, überraschenden Wendungen“ und die „Chemie zwischen Matsumura und Katagiri“, welche auch unter „psychoanalytischen Gesichtspunkten“ noch lange analysiert werden könne. Das Thema, dass das „wahre Schöne“ erst in der „Unmoral“ erblühen kann, sei wieder zugegen.
Tsuneo Okubo bemerkte, dass Dazai Osamus Kurzgeschichte Tokatonton, welches er zwei Jahre nach der Kapitulation Japans schrieb und Mishimas Theaterstück Die Harfe des Glücks, das drei Jahre nach den Protesten gegen den Ampo-Vertrag entstand, beides „hochaktuelle Werke“ seien. Während Dazais Werk die „Bevölkerung in der unmittelbaren Nachkriegszeit“ einfange, tue Mishimas Stück dasselbe mit der Bevölkerung der 1960er Jahre.

## Harp of Joy-Vorfall
Der Harp of Joy-Vorfall (japanisch 喜びの琴事件, Yorokobi no Koto Jiken) ereignete sich im Dezember 1963, als die Theatergruppe Bangakuza eine Aufführung des Stücks aufgrund politischer Differenzen absagte und zum kollektiven Rückzug aller am Stück beteiligter Personen aufrief.

### Hintergrund
Am 14. Januar 1963 verließen beinahe 32 Schauspieler der Theatergruppe Bungakuza das Ensemble, darunter auch deren Aushängeschild Tsutomu Yamazaki, da sie mit der Arbeitsweise der Bungakuza-Leiterin Sugimura Haruko nicht mehr zufrieden waren. Zusammen mit Fukuda Tsuneari gründeten sie eine eigene Theatergruppe, die Kumo Theatre Company.
Inmitten des Trubels erzählte Mishima am 16. Januar bei einem Interview von seinem Plan, einen „Neuanfang“ mit Bungakuza anzugehen. Am 11. Februar legte er diesen seinen drei-schrittigen Plan vor: Die Etablierung des modernen Dramas, die Erforschung der Quellen des westlichen Dramas und die Erforschung der japanischen Klassiker. Auf dieser Grundlage wurde der Klassiker Tosca von Giacomo Puccini unter Mishimas und Sugimuras Leitung aufgeführt. Der Plan ging insoweit auf und Bungakuza konnte steigende Zuschauerzahlen verzeichnen.
Kurze Zeit später wurde Mishima beauftragt, ein eigenes Theaterstück für Bungakuzas Neujahrsaufführung zu schreiben und er schrieb Die Harfe des Glücks. Nachdem die Theatergruppe die Drehbücher erhielt, riefen Sugimura und ihr Stellvertreter Teruko Nagaoka am 20. November 1963 das Ensemble zu einer außerordentlichen Mitgliederversammlung; Mishima wurde in diese nicht eingeweiht. Dort beschloss die Gruppe, die Aufführung von Die Harfe des Glücks solange nicht zuzulassen, bis die antikommunistischen Passagen nicht aus dem Skript gekürzt werden. Mishima erfuhr davon am nächsten Tag durch den Programmdirektor Ichiro Inui und auch ein Streitschlichtungsgespräch konnte die Situation nicht deeskalieren.

### Einzelheiten zum Konflikt
In Die Harfe des Glücks äußern sich Katagiri und Matsumura vermehrt antikommunistisch. Theaterschauspieler Kazuo Kitamura – seinerseits engagiertes Mitglied der Kommunistischen Partei Japans – war für die Rolle des Katagiri vorgesehen. Während der Proben beklagte er sich, dass er die Rolle unter diesen Umständen nicht spielen könne:

„Ich werde sicherlich solche hetzerischen Zeilen nicht sprechen. Ich weiß, dass ich Schauspieler bin, aber es gibt Grenzen. Ich kann die Rolle so nicht spielen.“

Kitamura akzeptierte einige der Sätze, weigerte sich aber Folgendes auszusprechen:
1. „Die Kommunistische Internationale ist eine gefährliche Verschwörung. Sie krabbeln unter der Erde und den nächstbesten Krater, aus dem sie ausbrechen können. Die ganze Welt befindet sich auf dieser vulkanischen Ader. Was wird mit Japan geschehen, wenn wir vor dem Problem unsere Augen verschließen? Mit welchen Gefahren für die Geschichte, die Traditionen und die Freiheit müssen wir rechnen?“
2. „Wenn wir nicht genau aufpassen und ihre subversiven Aktivitäten im Keim ersticken, wird Japan eines Tages den gleichen blutigen Sanktionen ausgesetzt sein wie die Chinesen unter der Tyrannei der Kommunistischen Partei. Hast du schon davon gehört? Die Beine eines Landbesitzers wurden von zwei Ochsen auseinandergezogen. Eine im achten Monat schwangere Gutbesitzerin wurde von ihrem Mann so oft in den Bauch getreten, bis sie innerlich verblutete. Trotzdem ließen sie ihn ein Loch buddeln und begruben ihn lebendig.“
3. „Durch das Oberste Volksgericht wurden in zehn Monaten mehr als zehn Millionen Volksverräter der Kommunistischen Partei „gesäubert“. Zehn Millionen Menschen. Das ist die Einwohnerzahl Tokios. So viele Menschen wurden getötet, nicht durch Atom- oder Wasserstoffbomben, sondern durch die Hände ihrer eigenen Leute… einer nach dem anderen. Das ist die Realität der so genannten kommunistischen Revolution.“

Auch Sugimura Haruko, Inhaberin des Theaterhauses, schloss sich dem Protest an. Ein anderer Polizist im Stück sagt: „Hier, da und sonstwo bewegen sich Ausländer, Drittstaatler und Mao Zedong und planen böse Intrigen.“ Sugimura war bekennende Anhängerin Zedongs und weigerte sich folglich, das Stück aufzuführen, solange die Zeile bestehen bleibt.
Als Direktor Ichiro Inui Mishima besuchte, um ihn von den Protesten in Kenntnis zu setzen, fragte dieser besorgt: „Herr Inui, wie viele aus Bungakuza sind Teil der Kommunistischen Partei? Auf wie viele Abweichler muss ich mich einstellen?“ Inui entgegnete, dass die Bungakuza im Wesentlichen die Gruppe Sugimuras ist und ihr dementsprechend auf Schritt und Tritt folgt. Aufgrund der langen Freundschaft zwischen Mishima und Sugimura, die auch die Hauptrolle in seinem Theaterstück Rokumeikan spielte, glaube er jedoch nicht, dass das Stück verschoben oder gar abgesagt werden müsse.
Mishima traf sich am Nachmittag mit den Schauspielern, um sie zu überzeugen, doch mitzuwirken. Als sie sich weiter weigerten, entgegnete er: „Es ist echt ein schlechter Witz, dass eine so renommierte Theatergruppe ein Drehbuch aus ideologischen Gründen ablehnt.“ Sein weiterer Wortlaut wurde auditiv festgehalten:

„Was habt ihr denn die ganze Zeit über mich gedacht, dass ihr euch so über ein Werk wie dieses wundert? Habt ihr euch über mich lustig gemacht und gedacht Mishima sei ein Dramatiker, der harmlose Dramen schreibt, um ein großes Publikum zu erreichen? War das von euch geplant, mir erst zuzusagen, alle Vorbereitungen einleiten zu lassen, nur um mir kurz vor der Aufführung zu verkünden, wie wenig ihr euch für die Kunstfreiheit interessiert? Wie „sicher“ soll Kunst denn noch für euch werden? Ist das nicht nur Heuchelei und Kommerz? […]

Ich will, dass ihr über etwas Bescheid wisst. Kunst hat immer eine scharfe, giftige Nadel. Es gibt keine Kunst auf der Welt, die von allen Seiten mit Liebe entgegengenommen werden kann.

Ich habe mein Bestes versucht, euch meine Sichtweise offenzulegen. Ihr habt mir über die Jahre sehr geholfen und meine Liebe wird ganz sicher nicht durch dieses Ärgernis hier erlöschen. Aber wenn ihr so stur bleibt, habe ich keine andere Wahl, als mich von euch zu trennen. Wenn ich es nicht tue, werde ich mit in euren ideologischen Sumpf gezogen und das hat die Kunst nicht verdient.“

Zu Sugimura, die lange Jahre eng mit ihm befreundet war, sagte er persönlich: 

„Ein Schauspieler muss nicht unbedingt ein guter Mensch sein, aber er muss sein Handwerk beherrschen. Sollte ein Schauspieler also nicht auch Ideen begreifen können, die seinen widerstreben? Ich finde das wirklich unfair, dass ihr so sehr politisch eingefärbt seid, dass ihr sogar eure Profession nicht mehr ernstnehmt.“

### Nachwirkungen

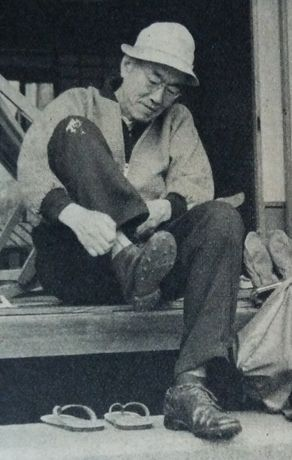
Shishi Bunroku (1954), Gründer von Bungakuza, unterstützte Mishima und kritisierte seine ehemalige Theatergruppe offen in seiner Kritik Das Klagen von Bungakuza.

Mishima beschloss, die Aufführung nicht vorerst zu unterbrechen, sondern ganz abzusagen. Hierfür veröffentlichte er eine Stellungnahme im Mainichi Shimbun mit dem Wortlaut: „Die Bungakuza-Theatergruppe hat die Absage der Aufführung aus politischen Gründen beantragt und der Autor hat den Antrag akzeptiert.“ Aufgrund des übermäßig gut laufenden Vorverkaufs und der Erwartungshaltung der Bevölkerung erhielt der Vorfall innerhalb Japans viel Aufmerksamkeit.
Am 27. November 1963 veröffentlichte Mishima einen Artikel im Asahi Shimbun mit dem Titel Ein offener Brief an die Mitglieder der Bungakuza. Im Anschluss verließen der Programmdirektor Ichiro Inui und einige Schauspieler des Ensembles die Theatergruppe. Shishi Bunroku, renommierter Literat und Gründer von Bungakuza, schloss sich Mishimas Kritik an und veröffentlichte am 11. Dezember 1963 im Mainichi Shimbun eine öffentliche Kritik an die Theatergruppe mit dem Titel Das Klagen von Bungakuza. Mishima bedankte sich für dessen Worte am 15. Dezember im Weekly Yomiuri mit dem Artikel How to be an actor: die Sugimura-Variante. Der Vorfall bedeutete auch das endgültige Ende von Mishimas Freundschaft zu Sugimura, die bis zu ihrem Tod 1997 nie wieder eines seiner Theaterstücke aufführen sollte und auch zu seiner Beerdigung nicht anwesend war.
Im Dezember desselben Jahres verließen weitere 25 Mitglieder die Bungakuza, darunter Nobuo Nakamura und formierten mit Mishima die Theatergruppe Neo Littérature Théâtre. Als sich auch diese 1968 auflöste, gründete Mishima eine dritte und letzte Gruppe, das Roman Theatre. Das einzig verbliebene Mitglied aus Bungakuza, neben Mishima, war Nakamura.
Das Stück Die Harfe des Glücks wurde schließlich am 7. Mai 1964 unter der Regie von Keita Asari im Nissei-Theater uraufgeführt.